# Sopwith Swallow
El Sopwith Swallow fue un avión de caza británico de ala en parasol de la época de Primera Guerra Mundial. Se construyó un solo ejemplar, pero no entró en producción, ya no ofrecía ventajas de rendimiento sobre los biplanos contemporáneos.

## Diseño y desarrollo
En junio de 1918, la Sopwith Aviation Company voló un monoplano de ala en parasol desarmado derivado del Sopwith Camel, el Sopwith Monoplane No. 1, también conocido como Sopwith Scooter. Utilizaba un fuselaje de Camel normal, con el ala montada justo encima del fuselaje, con un espacio muy pequeño. El ala se arriostró mediante cables tipo RAF (cables de arriostramiento aerodinámicos) hasta una estructura de cabaña con forma de pirámide instalada sobre el ala. Estaba propulsado por un único motor rotativo Clerget 9B de 97 kW (130 hp).
El Scooter, que fue utilizado como vehículo de transporte y montura acrobática por el piloto de pruebas de Sopwith, Harry Hawker, demostró una excelente maniobrabilidad y formó la base de un derivado de caza, originalmente el Monoplane No. 2, más tarde conocido como Sopwith Swallow .
Al igual que el Scooter, el Swallow usaba el fuselaje de un Camel, pero tenía un ala más grande, ligeramente aflechada, de mayor envergadura y superficie, que estaba montada más arriba del fuselaje para permitir al piloto acceder a las dos ametralladoras Vickers sincronizadas. Estaba propulsado por un motor Le Rhône de 82 kW (110 hp).

## Historia operacional
El Swallow realizó su vuelo inaugural en octubre de 1918, y fue entregado en RAF Martlesham Heath el 28 de octubre de 1918 para realizar pruebas oficiales. Un posible papel para el Swallow era el de caza embarcado. Los problemas de motor retrasaron las pruebas del Swallow, pero cuando se resolvieron estos problemas, el modelo demostró tener un rendimiento menor que el de los Camel con motor Le Rhône, por lo que fue descartado poco después de que se completaron las pruebas en mayo de 1919.
El Scooter siguió en uso y obtuvo el registro civil K-135 en mayo de 1919 (pronto cambió a G-EACZ). Se vendió a Harry Hawker en abril de 1921, pero se almacenó cuando Hawker murió en julio. Fue remozado en 1925 y se utilizó para realizar exhibiciones acrobáticas y carreras hasta 1927, cuando fue desguazado.

## Especificaciones (Swallow)
Referencia datos: War Planes of the First World War: Volume Three Fighters

### Características generales
- Tripulación: Uno (piloto)
- Longitud: 5,7 m (18,8 ft)
- Envergadura: 8,8 m (28,8 ft)
- Altura: 3,1 m (10,2 ft)
- Superficie alar: 15 m² (161,5 ft²)
- Peso vacío: 403 kg (888,2 lb)
- Peso cargado: 644 kg (1419,4 lb)
- Planta motriz: 1× motor rotativo de 9 cilindros refrigerado por aire Le Rhône 9J.
  - Potencia: 82 kW (113 HP; 112 CV)
- Hélices: Bipala de paso fijo

### Rendimiento
- Velocidad máxima operativa (Vno): 183 km/h (114 MPH; 99 kt) a 3050 m (10 000 pies)
- Techo de vuelo: 5600 m (18 373 ft)
- Tiempo a altitud: 5 min 35 s para 1980 m (6500 pies)

### Armamento
- Ametralladoras: 

  - 2x Vickers de 7,7 mm frontal fija

## Aeronaves relacionadas

### Desarrollos relacionados
- Sopwith Camel

### Aeronaves similares
- Fokker D.VIII
- Morane-Saulnier AI